# William A. Foley
William Auguste Foley (* 21. April 1949 in den USA) ist ein in Australien lehrender Hochschullehrer für Linguistik an der Universität Sydney. Foley gilt als ein führender Vertreter im Bereich der Beschreibung der Sprachen im Pazifischen Ozean. Er ist Mitbegründer der Role and Reference Grammar und gilt als Experte der Sprachen Papua-Neuguineas.

## Berufliche Laufbahn
Foley studierte in den 1970er Jahren an der Universität von Kalifornien, Berkeley, Linguistik bei Charles J. Fillmore, Larry M. Hyman und Alton L. Becker und erwarb dort 1976 sein Ph. D. mit einer syntaktischen Untersuchung zu den austronesischen Sprachen. Nach dem Studium lehrte er von 1976 bis 1988 als Professor an der Australian National University in Canberra und ist seit 1988 Professor für Linguistik an der Universität Sydney.

## Grammatiktheorie
Foley entwarf mit Robert D. Van Valin, Jr. eine neuartige Theorie. Die Syntax war in ihr nicht mehr wie in einigen anderen Theorien autonom. Vielmehr waren die Semantik und Pragmatik zentrale Bereiche zur Analyse der Satzstruktur. Da es zentral um die semantische Rollenstruktur ging und da auch die pragmatische Ebene, die früher „reference“ genannt wurde, eine Rolle spielte, hieß die neue Theorie Role and Reference Grammar, was frei übersetzt so viel wie „Semantische-Kasusrollen- und pragmatische Grammatik“ bedeutet. Die früheste Veröffentlichung zur Role and Reference Grammar ist ein gemeinsam mit Van Valin verfasster Aufsatz aus dem Jahre 1977. Eine erste große theoretische Grundlegung bildete das Buch Functional syntax and universal grammar, das Foley 1984 ebenfalls zusammen mit Robert D. Van Valin, Jr. schrieb. 
Diese Theorie wurde in den folgenden Jahren zu einer der bekanntesten Grammatiktheorien, was einerseits an dem funktionalen, Semantik und Pragmatik bei der Satzanalyse berücksichtigenden Ansatz lag, andererseits an der typologischen Adäquatheit in einer Zeit lag, wo funktional-typologische Untersuchungen stetig zunahmen. Diese Adäquatheit bedeutete, dass möglichst viele, im Idealfall: alle Sprachen mit der Theorie beschreibbar sein sollten.
Foley zog sich jedoch aus diesem Bereich ganz zurück und wandte sich verstärkt der Sprachbeschreibung zu.

## Typologie und Feldforschung
Foley befasste sich im Laufe der 1980er Jahre weiter mit Sprachen wie denen auf den austronesischen Inseln. Von 1977 bis 1978 war er in einem längeren Forschungsaufenthalt auf Papua-Neuguinea und verbrachte in einem Zeitraum von 20 Jahren viele 2–3 Monate dauernde Forschungsaufenthalte auf Inseln des Pazifik: den Inseln Papua-Neuguineas, auf der ein Fünftel aller Sprachen der Welt gesprochen wird, und den Inseln Austronesiens, wo Foley drei Sprachen untersuchte. Über diese Feldforschung und ihr Verhältnis zur Theorie-Reflexion schreibt er: 

„This fieldwork is the discipline which guides my continuing development of syntactic theories, so that for me theory and description constantly reinforce each other synergistically.“

„Diese Feldforschung ist die Disziplin, die meine weitere Entwicklung syntaktischer Theorien leitet, sodass für mich Theorie und Beschreibung beständig einander synergistisch verstärken.“

Zu diesen Sprachen veröffentlichte er in den Jahren 1986 und 1991 zwei Werke, von denen das erste bei „Cambridge Language Surveys“ erschien und einen Überblick über die Sprachen Papua-Neuguineas gibt. Es gilt als das Standardwerk hierfür.

## Linguistischer Anthropologe
Foley verfasste 1997 Jahren eine anthropologische Linguistik, dem Feldforschung voraus ging. Diese anthropologische Konzeption beruft sich auf Wilhelm von Humboldt und Franz Boas. 
In den drei linguistischen Schwerpunkten der Theoriebildung, der typologischen Feldforschung und der Beschäftigung mit linguistischer Anthropologie forscht Foley vornehmlich.

## Werk
- Foley, William A. (1976). Comparative Syntax in Austronesian. Unpublished doctoral dissertation. University of California, Berkeley.
- Foley, William & Robert D. Van Valin, Jr. (1977). On the viability of the notion of ‘subject’ in universal grammar. In: Proceedings of the Third Annual Meeting of the Berkeley Linguistic Society. Berkeley: 293-320.
- Foley, William & Robert D. Van Valin, Jr. (1980). Role and Reference Grammar. In: Moravscik, E.A. & J. A. Wirth (Hgg.). Current approaches to syntax: 329-352.
- Foley, William & Robert D. Van Valin, Jr. (1984). Functional syntax and universal grammar. Cambridge.
- Foley, William A. (1986). The Papuan Languages of New Guinea. Cambridge.
- Foley, William A. (1991). The Yimas Language of New Guinea. Stanford.
- Foley, William A. (1997). Anthropological Linguistics. An introduction Oxford.
- Foley, William A. (2005). Semantic parameters and the unaccusative split in the Austronesian language family: Studies in Language 29, 385-430.